# Heilig Kreuz (Gronsdorf)

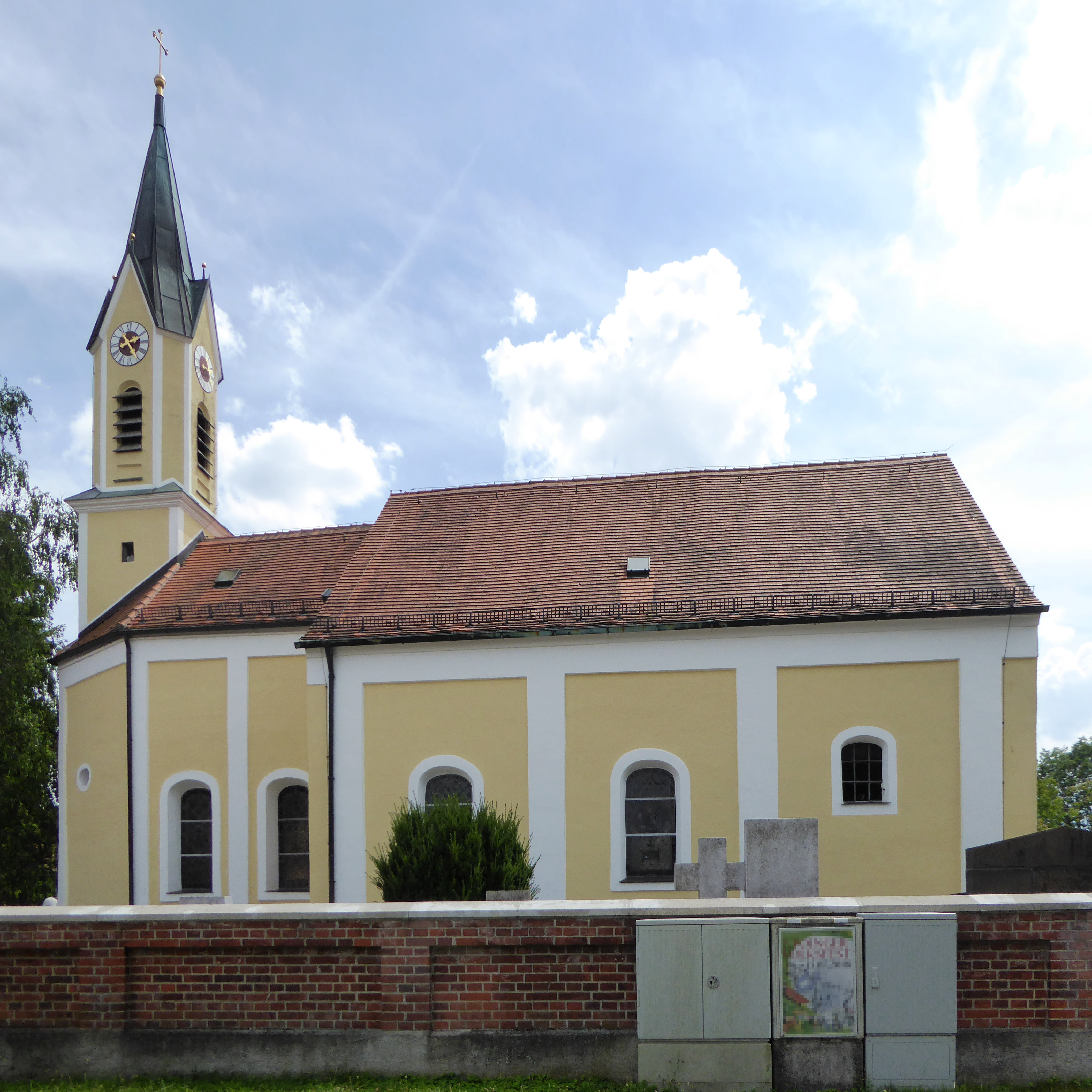
Heilig Kreuz in Gronsdorf

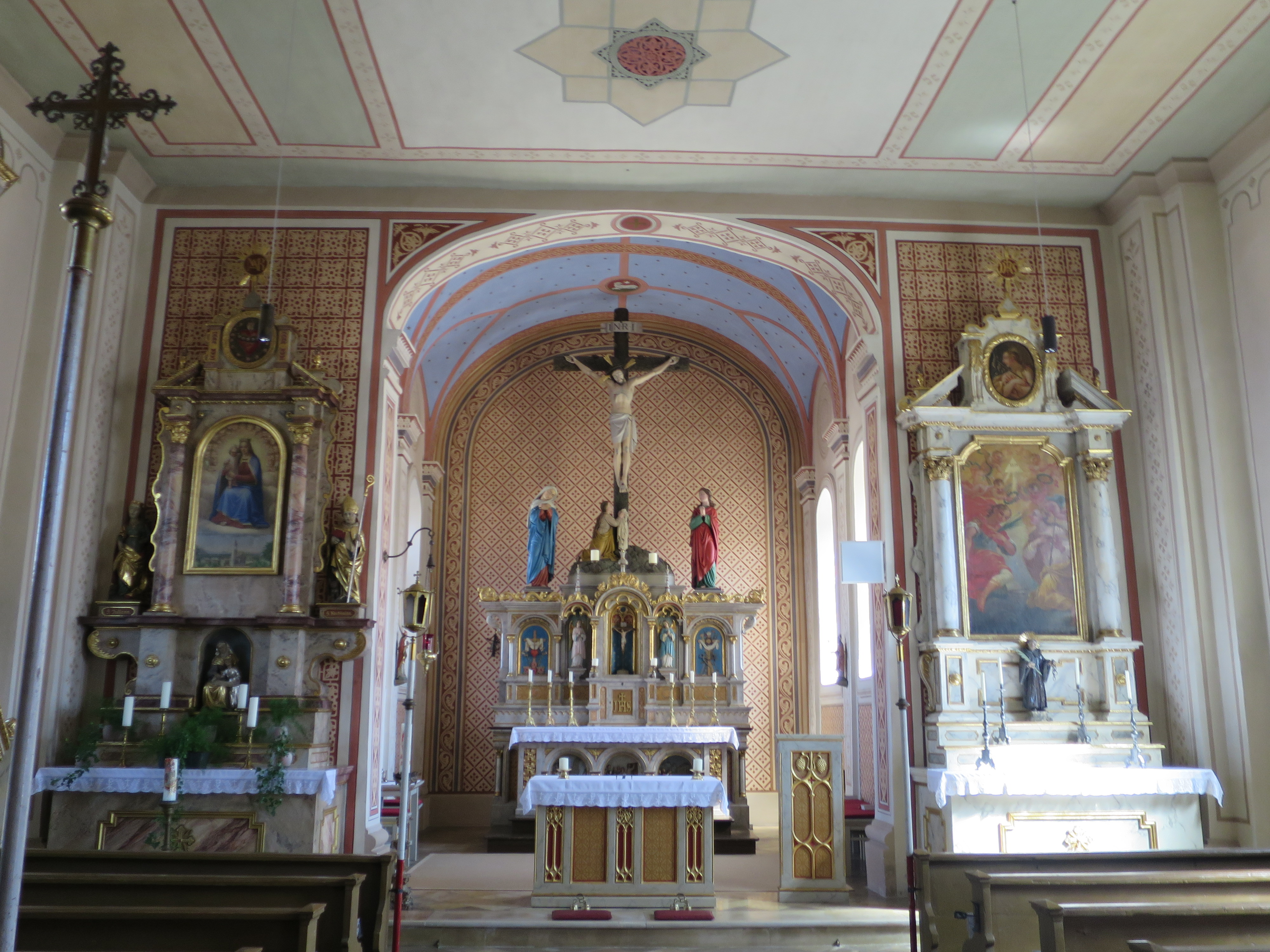
Innenansicht

Die römisch-katholische Filialkirche Heilig Kreuz steht in Gronsdorf, einem Gemeindeteil von Haar im oberbayerischen Landkreis München. Das Bauwerk ist in der Liste der Baudenkmäler in Haar als Baudenkmal unter der Nr. D-1-84-123-11 eingetragen. Die Kirche gehört zum Dekanat München-Nordost im Erzbistum München und Freising.

## Beschreibung
Die barocke Saalkirche wurde 1642 erbaut. Sie besteht aus dem Langhaus, dem eingezogenen, dreiseitig geschlossenen Chor im Osten, die beide mit Lisenen gegliedert sind, dem 1653 über dem Chorschluss aufgesetzten Kirchturm auf quadratischem Grundriss und einem Vorzeichen an der Südwand des Langhauses. Der 1886 um ein Geschoss mit abgeschrägten Ecken für den Glockenstuhl erhöhte Kirchturm ist über den Giebeln mit den Zifferblättern der Turmuhr von einem spitzen Helm bedeckt.

## Orgel

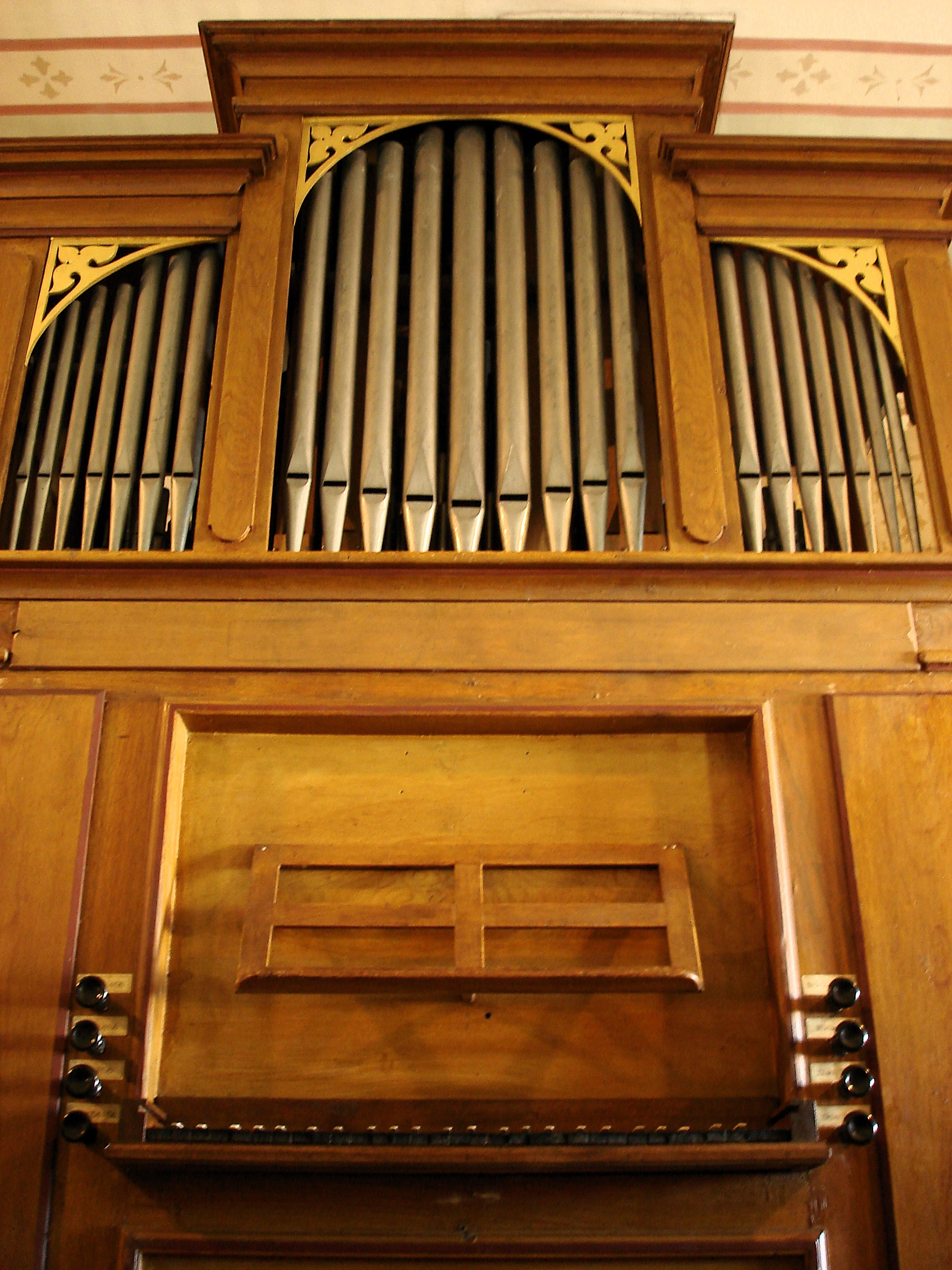
Orgel

Die rein mechanische Schleifladen-Orgel mit acht Registern auf einem Manual und Pedal wurde um 1840 vermutlich von Josef Wagner (Glonn) gefertigt. Die Disposition lautet:
| Manual C–f3 |       |
| Copel       | 8′    |
| Prinzipal   | 4′    |
| Flöte       | 4′    |
| Gamba       | 4′    |
| Octav       | 2′    |
| Quint       | 1 ⁄3′ |
| Mixtur II   |       |

| Pedal C–f |    |
| Octavbaß  | 8′ |